# Lista över stora tjejer i bandy
Detta är en lista över Stora Tjejer i bandy.
Utmärkelsen "Stor Tjej" motsvarar herrsidans Stor Grabb, se Stora grabbars och tjejers märke.  

## Stora tjejer i bandy
1. Anki Andersson - IK Göta
2. Lena Lundin - IFK Kungälv Bandy Damlaget, IK Göta, Stångebro BK
3. Mainy Norling - IK Göta
4. Gunilla Ekeling - IK Göta
5. Anna Wall - IF Boltic Damlaget
6. Lena Larsson - IF Boltic Damlaget
7. Helena Lundström - Sandvikens AIK Damlaget
8. Tina Eriksson - IF Boltic Damlaget
9. Ingela Bergqvist - IF Boltic Damlaget, IK Göta
10. Eva-Lena Brattén - IF Boltic Damlaget
11. Lena Kraméus - Västerstrands AIK
12. Anna Olsson - AIK Bandy Dam
13. Karin Redelius - IK Göta
14. Ulrika Fröberg - Härnösands AIK Damlaget, AIK Bandy Dam
15. Marita Säll - Ljusdals BK Damlaget, IF Boltic Damlaget, Västerstrands AIK, IK Göta
16. Marie Halvarsson - Västerstrands AIK
17. Anette Andersson - Kareby IS Damlaget, Västerstrands AIK
18. Anna Andersson - Kareby IS Damlaget, Västerstrands AIK
19. Eva Palm - AIK Bandy Dam, IK Göta, Edsbyns IF Damlaget
20. Malin Heed - Västerstrands AIK
21. Anna Klingborg - AIK Bandy Dam, Sandvikens AIK
22. Johanna Pettersson - Sandvikens AIK
23. Emma Kronberg - Västerstrands AIK
24. Anna Jepson - AIK Bandy Dam, Sandvikens AIK
25. Åsa Boström - AIK Bandy Dam, Västerstrands AIK
26. Anna Lundin - Västerstrands AIK, Sandvikens AIK
27. Mikaela Hasselgren - AIK Bandy Dam, Sandvikens AIK
28. Petra Lindefors - Västerstrands AIK
29. Linda Odén - Sandvikens AIK
30. Maria Sverin - Sandvikens AIK
31. Johanna Karlsson - Tranås BoIS
32. Sofia Rådman - Sandvikens AIK
33. Elin Sandgren - Kareby IS
34. Sandra Carlsson - Kareby IS
35. Frida Erlandsson - AIK
36. Kristina Sigfridsson - IFK Nässjö
37. Sigrid Simonsson - IFK Nässjö
38. Hanna Dahlström - Kareby IS
39. Lovisa Elovsson - AIK
40. Camilla Johansson - Kareby IS
41. Malin Andersson - Skutskärs IF
42. Anna Widing - AIK